# 希妮德·奥康娜
舒哈達·薩達卡特（阿拉伯語：شهداء صداقة），舊名希妮德·瑪麗·伯納黛特·奥康娜（英語：Sinéad Marie Bernadette O'Connor，1966年12月8日—2023年7月26日），愛爾蘭創作歌手。除了音樂以外，她還以反傳統的行為和有爭議性的觀點而聞名。代表作為翻唱王子的《Nothing Compares 2 U》。

## 早年
希妮德·奥康娜出生于爱尔兰都柏林，在五兄弟姐妹中排行第三。她最初的名字是根据愛爾蘭總統埃蒙·德·瓦莱拉的妻子希妮德·德·瓦莱拉取的。
她的父親是約翰·歐康諾（英語：John O'Connor），原任職結構工程師，後來轉職為律師；而母親是瑪麗·歐康諾（英語：Marie O'Connor）。她的父母很早已結婚，但當奥康娜8歲時便已離婚，5兄弟姊妹中，最年長的3位（包括奥康娜）與母親同居。

## 週六夜現場爭議

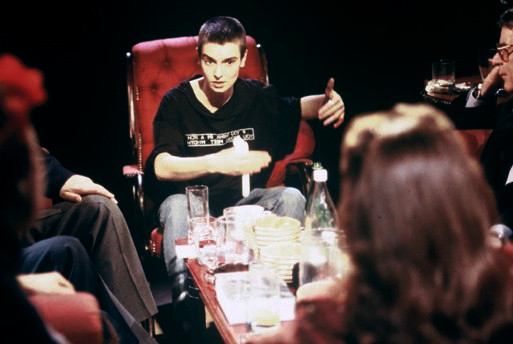
1995年1月21日，奥康娜在電視節目黑夜過後 (電視節目)

1992年10月3日，奥康娜出現於美國電視節目週六夜現場。在場獻唱了鲍勃·马利的歌曲《戰爭》（War），抗議罗马天主教的性虐待醜聞，然後拿出教宗若望·保禄二世的照片，大喊（打倒真正的敵人），並當著數百萬的電視觀眾面前撕毁照片（因這個節目是現場直播）。
在媒體的推波助瀾之下，奥康娜接著便不斷地被噓下演出舞台並受到觀眾的言語攻擊。如此事件兩週後，在麦迪逊广场花园舉辦的鲍勃·迪伦30週年紀念演唱會，當奥康娜要演唱《I Believe In You》時，噓聲（也有鼓勵聲）太大以致於她無法開唱，於是她便直接清唱大聲喊出了《War》的歌詞後下台崩潰痛哭，主持人克里斯·克里斯托佛森則是安慰她「不要讓那些渾球影響你的心情」。
週六夜現場声称在事前並不知道奥康娜會這麼做，並且拒絕了重播的要求（不過這在節目推出的DVD特集《Saturday Night Live - 25 Years of Music》的第四集中可以看到）。喜劇中心频道在重播這段時，則用奥康娜彩排时拿著一張微笑黑人兒童的照片的畫面取代原本畫面。週六夜現場為了向觀眾表示歉意，安排主持人乔·佩西在隔週的演出時拿著被貼回原狀的教宗照片。
這不是奥康娜第一次跟週六夜現場不合。此前她拒絕在安德魯·戴斯·克萊主持的节目中出現（因為他「排斥女性」）。但她同意上另一集由凱爾·麥克拉蘭主持的節目。
1997年9月22日，意大利周报Vita采访奥康娜。奥康娜请教宗宽恕她，她说撕毁照片是一件可笑的做法。她还说明她并非叛离天主教，还是信教的，並引用聖奧古斯丁所說的「憤怒是前往勇氣的第一步」。但是在2002年，她說对当年撕毁照片這事不会改變主意，同時亦表示已離開梵蒂岡的天主教，加入愛爾蘭的天主教和東正教使徒教會（英語：Irish Orthodox Catholic and Apostolic Church）。

## 晚年
2018年10月19日，欣妮·歐康諾在Twitter上表示自己改信伊斯蘭教，並改名為舒哈達·薩達卡特（阿拉伯語：شهداء صداقة），但仍以原名進行音樂活動。據信她在2023去世之前在愛爾蘭、羅斯康芒郡和倫敦三地之間生活。
2022年1月，擁有4個孩子的欣妮·歐康諾面臨喪子之痛，她的17歲兒子Shane在自殺觀察期間逃離醫院，並於當月結束了自己的生命。此後，她一直在與心理健康問題作鬥爭。
2023年7月初，她在社群網站宣布，正在製作明年將推出的新專輯，除了2024年將展開澳大利亚和紐西蘭巡演，2025年也計畫到歐洲、美國和其他地區演出，似乎藉由音樂彌補缺憾、找尋出口。
據英媒報導，2023年7月26日，欣妮·歐康諾在倫敦逝世，享年56歲。逝世一年後，奥康娜的死亡證被公開，指她的死因為「慢性阻塞性肺病及哮喘惡化」。

## 作品列表

### 專輯
- The Lion and the Cobra (1987年)
- I Do Not Want What I Haven't Got (1990年)
- Am I Not Your Girl? (1992年)
- Universal Mother (1994年)
- Gospel Oak EP (1997年)
- So Far...The Best Of Sinéad O'Connor (1997年)
- Faith And Courage (2000年)
- Sean-Nós Nua (2002年)
- She Who Dwells in the Secret Place of the Most High Shall Abide Under the Shadow of the Almighty (2003年)
- Collaborations (2005年)
- Throw Down Your Arms (2005年) (A collection of cover versions of Reggae hits)
- Theology (2007年)
- How About I Be Me (And You Be You?) (2012)

## 單曲
- "Mandinka" (1987年)
- "I Want Your (Hands on Me)" (1988年)
- "Troy" (1988年)
- "Three Babies" (1990年)
- "Nothing Compares 2 U" (1990年)
- "My Special Child" (1991年)
- "Success Has Made a Failure of our Home" (1992年)
- "Don't Cry For Me, Argentina" (1992年)
- "Fire on Babylon" (1994年)
- "You Made Me the Thief of Your Heart" (1994年)
- "Famine"/"All Apologies" (1995年)
- "Thank You For Hearing Me" (1996年)
- "This is a Rebel Song" (1997年)
- "This is to Mother You" (1997年)
- "No Man's Woman" (2000年)
- "Jealous" (2000年)
- "Troy (remix)" (2002年)
- "Only You" (2009年)

## 延伸閱讀
- Guterman, Jimmy. Sinéad : Her Life and Music. Warner Books, 1991. ISBN 0-446-39254-5.
- Hayes, Dermott. Sinéad O'Connor: So Different. Omnibus, 1991. ISBN 0-7119-2482-1.

## 外部連結
- http://www.sineadoconnor.com/ （页面存档备份，存于） （官网）
- http://www.sinead-oconnor.com/ （页面存档备份，存于）